# Coprotus lacteus
Coprotus lacteus (Cooke & W. Phillips) Kimbr., Luck-Allen & Cain – gatunek grzybów z rzędu kustrzebkowców (Pezizales).

## Systematyka i nazewnictwo
Pozycja w klasyfikacji według Index Fungorum: Coprotus, Incertae sedis, Pezizales, Pezizomycetidae, Pezizomycetes, Pezizomycotina, Ascomycota, Fungi.
Po raz pierwszy opisali go w 1877 r. Mordecai Cubitt Cooke i William Phillips, nadając mu nazwę Ascobolus lacteus. Obecną nazwę nadali mu w 1972 r. James William Kimbrough, E. Robena Luck-Allen i Roy Franklin Cain. Synonimy nazwy naukowej:
- Ascobolus lacteus Cooke & W. Phillips 1877
- Ascophanus lacteus (Cooke & W. Phillips) W. Phillips 1887
- Ascophanus lacteus var. microsporus Heimerl 1889
- Helotium lacteum (Cooke & W. Phillips) Massee 1895

## Morfologia
Teleomorfa tworzy owocniki typu apotecjum (miseczka) o średnicy 0,2–0,5 mm, pojedynczo lub w skupiskach, bez trzonu, ale z dolną częścią często nieco zwężoną. Początkowo są kuliste lub o kształcie zbliżonym do kulistego i przeźroczyste do białych, a ostatecznie stają się kopulaste do dyskoidalnych i bladożółte. Brzeg tej samej barwy. Hymenium ziarniste z powodu wystających worków. Ściana zbudowana z kanciastych do kulistych komórek o średnicy do 12 µm u podstawy, komórki brzeżne wydłużone, 8–10 × 4–5 µm, bez pigmentów karotenoidowych w cytoplazmie komórkowej, ale w odczynniku Melzera dekstrynoidalne. Hamatecjum zbudowane z septowanych, nitkowatych, prostych lub rozgałęzionych wstawek o średnicy 1,5-2 µm z lekko napęczniałymi i często zakrzywionymi wierzchołkami i żółtawymi gutulami. Worki 60–85 × 15–20 µm, dość grubościenne, szeroko cylindryczne do maczugowatych, zwężające się ku podstawie i bardzo krótkoogonkowe, wierzchołki zaokrąglone do ściętych, nieamyloidalne, 8-zarodnikowe, dwurzędowe. Askospory 8–10 × 5–7,5 µm, szeroko elipsoidalne, bezprzegrodowe, szkliste, gładkie, grubościenne, zwłaszcza gdy są niedojrzałe, każda z pęcherzykiem de Bary’ego, bez galaretowatej osłonki lub perispory.
Anamorfa nie jest znana.

## Występowanie i siedlisko
Podano stanowiska w Ameryce Północnej i Południowej, Europie, Azji, Afryce i na Nowej Zelandii. W Polsce podano wiele stanowisk.
Grzyb koprofilny rozwijający się na odchodach zwierząt roślinożernych.